# Gyékény
A gyékény (Typha) az egyszikűek (Liliopsida) osztályának perjevirágúak (Poales) rendjébe, ezen belül a gyékényfélék (Typhaceae) családjába tartozó nemzetség.

## Rendszerezés
A nemzetségbe az alábbi 40 faj és 9 hibrid tartozik:
- Typha albida Riedl
- Typha alekseevii Mavrodiev
- Typha androssovii Krasnova
- keskenylevelű gyékény (Typha angustifolia) L. - típusfaj
- Typha × argoviensis Hausskn. ex Asch. & Graebn.
- Typha austro-orientalis Mavrodiev
- Typha azerbaijanensis Hamdi & Assadi
- Typha × bavarica Graebn.
- Typha biarmica Krasnova
- Typha capensis (Rohrb.) N.E.Br.
- Typha caspica Pobed.
- Typha changbaiensis M.Jiang Wu & Y.T.Zhao
- Typha davidiana (Kronf.) Hand.-Mazz.
- Typha domingensis Pers.
- Typha elephantina Roxb.
- Typha ephemeroida Krasnova
- Typha × gezei Rothm.
- Typha × glauca Godr.
- Typha grossheimii Pobed.
- Typha incana Kapit. & Dyukina
- Typha joannis Mavrodiev
- Typha kalatensis Assadi & Hamdi
- Typha kamelinii Krasnova
- Typha komarovii Krasnova
- Typha kozlovii Krasnova
- Typha krasnovae Doweld
- széleslevelű gyékény (Typha latifolia) L.
- rizsgyékény (Typha laxmannii) Lepech.
- Typha linnaei Mavrodiev & Kapit.
- Typha lugdunensis P.Chabert
- apró gyékény (Typha minima) Funck
- Typha orientalis C.Presl
- Typha pallida Pobed.
- Typha paludosa Krasnova
- Typha × provincialis A.Camus
- Typha przewalskii Skvortsov
- ezüstös gyékény (Typha shuttleworthii) W.D.J.Koch & Sond.
- Typha sinantropica Krasnova
- Typha sistanica De Marco & Dinelli
- Typha × smirnovii Mavrodiev
- Typha × soligorskiensis D.Dubovik
- Typha subulata Crespo & Pérez-Mor.
- Typha × suwensis T.Shimizu
- Typha tichomirovii Mavrodiev
- Typha turcomanica Pobed.
- Typha tzvelevii Mavrodiev
- Typha valentinii Mavrodiev
- Typha varsobica Krasnova
- Typha × volgensis Krasnova